# 巴格萊級驅逐艦
巴格萊級驅逐艦(Bagley class destroyer)是二次大戰以前美國海軍建造的驅逐艦艦級，共8艘，基本設計依照格里德利級，但輪機系統仍沿用了馬漢級的，因此較格里德利級航速略有下降。本級在珍珠港事件時隸屬於第四驅逐戰隊，全在港內。二次大戰中共損失3艘，其他改編入第六驅逐戰隊。巴格萊號參與馬庫斯群島的受降。

## 武裝及性能
本級的主砲是4門單裝 Mk.12 5吋38倍徑高平兩用砲，前兩座是砲塔設計，後兩座是開放式。 魚雷管共計4座四聯裝發射管，左右舷各二座。
本級設計上穩定性比前級略佳，因此得以在二戰時加裝一座雙聯裝40mm砲。

## 歷史
本級8艘全部投入太平洋戰場。在1942年8月8日，賈維斯號成為第一個受害者，遭到日軍空投魚雷命中，返回雪梨維修途中沈沒，全艦無人生還。兩周後，布盧號在瓜達康納爾海域遭到日本驅逐艦江風號的魚雷擊沈。
其餘各艦在1943年編入麥克阿瑟指揮下的第七艦隊，在新幾內亞區域作戰。1944年回歸中太平洋戰場並參與了多場戰役。

## 同級艦
- DD-386 巴格萊號（英语：USS Bagley (DD-386)）
- DD-387 布盧號（英语：USS Blue (DD-387)） (遭日本江風號驅逐艦的魚雷擊沈)
- DD-388 赫姆號（英语：USS Helm (DD-388)）
- DD-389 麥霍號（英语：USS Mugford (DD-389)）
- DD-390 拉夫·塔爾博特號（英语：USS Ralph Talbot (DD-390)）
- DD-391 亨雷號（英语：USS Henley (DD-391)） (疑似遭到日本呂108號潛艇擊沈)
- DD-392 柏德森號（英语：USS Patterson (DD-392)）
- DD-393 賈維斯號（英语：USS Jarvis (DD-393)） (遭日本海空兵力擊沈)